# Hässleby-Kråkshults församling
Hässleby-Kråkshults församling är en församling i Smålandsbygdens kontrakt i Linköpings stift inom Svenska kyrkan. Församlingen ligger i Eksjö kommun i Jönköpings län och ingår i Södra Vedbo pastorat.

## Administrativ historik
Församlingen bildades den 1 januari 2010 genom sammanslagning av Hässleby och Kråkshults församlingar och ingick därefter till 2014 i Hässleby-Ingatorps pastorat. Från 2014 ingår församlingen i Södra Vedbo pastorat.

## Kyrkor
- Hässleby kyrka
- Kråkshults kyrka